# Волоки (Борисовський район)
Волоки (біл. вёска Валокі) — село в складі Борисовського району Мінської області, Білорусь. Село підпорядковане Мстижській сільській раді, розташоване в північно-східній частині області.